# Ocotea lherminieri
Ocotea lherminieri är en lagerväxtart som beskrevs av Carl Christian Mez. Ocotea lherminieri ingår i släktet Ocotea och familjen lagerväxter. Inga underarter finns listade i Catalogue of Life.